# Damir Burić
Damir Burić (ur. 2 grudnia 1980 w Puli) – chorwacki piłkarz wodny. Złoty medalista olimpijski z Londynu.
Zawody w 2012 były jego trzecimi igrzyskami olimpijskimi (poprzednie to LIO 2008 i LIO 2004), Chorwaci triumfowali, w finale pokonując Włochów.